# Книга за джунглата (филм, 1942)
Вижте пояснителната страница за други значения на Книга за джунглата.
Книга за джунглата (на английски: Jungle Book) е американски анимационен филм от 1942 г.

## Сюжет
В индийско селище, Buldeo, възрастен разказвач, се заплаща от гостуващ British memsahib да разкажа една история от младостта си. Той говори за животните от джунглата, и на все по-настоящите заплахи за човешкия живот, породени от самата джунгла. След това той припомня началото на живота си:
Като по-млад мъж сънува, че селото си един ден може да се превърне във важен град, и че джунглата може да бъде победен. Въпреки това, когато се говори за тези мечти, атака от Шир Хан, тигъра, води до смъртта на един човек и загубата на дете на мъжа. Детето е прието от вълци в джунглата и расте да бъде дивата младежката Mowgli. Години по-късно, Маугли е заловен от селяните и взети в от майка си Messua, макар че тя не го признава като изгубения си дете. Той се учи да говори и се опитва да имитира начина на мъжете, и става приятелски с дъщеря Buldeo е, Махала – много да дистрес Buldeo му, тъй като той е убеден, че дивата Mowgli е опасно. Когато Маугли и Махала опознаването на джунглата, те откриват, скрита камера, в една разрушена дворец, съдържаща несметни богатства. Предупреден от възраст кобра, че богатството носи смърт, те напускат, но махала има една монета като спомен. Когато Buldeo вижда на монетата, той се опитва да принуди Маугли да му кажа къде е съкровището, но Маугли отказва. Buldeo решава да последва Маугли до мястото на съкровището.
По-късно Маугли се бори и убива Шир Хан, с някои последната минута помощ от Каа, питона. Тъй като той е дране на тялото, Buldeo пристига. Той заплашва Маугли с пистолет, но е нападнат от Маугли приятел Bagheera, черната пантера. Buldeo се убеждава, че Bagheera е самият Маугли, форма, изместена в пантера форма. Той казва на селяните, че Маугли е вещица, като е майка му. Маугли е окован и заплаши със смърт, но се измъква с помощта на майка си. Въпреки това, тя и друг селянин, който се опитва да защити ѝ са вързани, и сами са застрашени от изгаряне за магьосничество.
Маугли е последван от алчни Buldeo и двамата приятели, свещеник и бръснар, за изгубения град. Смятат съкровището (включително златна остен слон с голям рубин непокътнати), и се оставя за селото с толкова, колкото могат да поберат. Но когато те спрат за през нощта, свещеникът се опитва да открадне бижу инкрустирани брадва от акции бръснарят и го убива, когато бръснарят се събужда. Свещеникът казва неубедително Buldeo че бръснарят го бе нападнат и че той е убил при самозащита, но Buldeo знае по-добре. На следващия ден, свещеникът атакува Buldeo докато е с гръб, но Buldeo го нокаутира в блатото, където той е убит от крокодил. Маугли, които го бяха зад мъжете, казва Bagheera да гони Buldeo, единственият оцелял от джунглата, и Buldeo бяга за живота си, произтичащо от съкровището, че е бил провеждане.
Вбесен и обезумяла, Buldeo се опитва да убие Маугли, и дори самата джунглата, като се започне с горските пожари. Огънят бушува, но вятър завои и заплашва селото. Селяните бягат, но майка на Маугли и защитник са в капан. Маугли носи слоновете в селото и се отвори на сградата, бягство в реката заедно с майка си, махала и други селяни. Той е поканен да ги последва към нов живот надолу по реката, но отказва да напусне джунглата, връщане назад, за да помогне на животни, заловени от огъня.
Сцената се връща до наши дни, с възрастни хора Buldeo разказва своята история, и признава, че джунглата победи младежките си мечти. Когато го попитали какво е станало с Маугли и дъщеря му, и как той избягал от себе си огъня, той изглежда в камерата и казва, това е друга история.

## Английски Гласове
- Sabu as Mowgli
- Joseph Calleia as Buldeo
- John Qualen as The barber
- Frank Puglia as The pundit
- Rosemary DeCamp as Messua
- Patricia O'Rourke as Mahala
- Ralph Byrd as Durgaived
- John Mather as Rao
- Faith Brook as English girl
- Noble Johnson as Sikh